# Dimitris Hatzis
 Dimitris Hatzis (en grec moderne : Δημήτρης Χατζής) est un écrivain grec né à Ioannina le 13 novembre 1913 et décédé le 20 juillet 1981 à Saronida, dans la banlieue d'Athènes.

## Biographie
Son père était auteur de récits et de poèmes sous le pseudonyme de Pellerin, et éditeur du journal Ipiros (Épire).
Hatzis commence ses études secondaires à Athènes avec son frère Angelos, mais les interrompt en 1930 à la suite du décès brutal de son père. Il revient alors dans sa ville natale, reprend l’édition du journal et assure l’entretien de sa famille. Par la suite, il s’inscrit à la faculté de droit d’Athènes, mais il ne termine jamais ses études pour cause de difficultés financières.
Vers le milieu des années 1930 il devient membre du Parti Communiste grec. Il est arrêté en 1936, sous le gouvernement Metaxas, torturé et relégué dans l’île de Folegandros. Libéré quelques mois plus tard, il s’installe à Athènes. Lors de la guerre italo-grecque de 1940-41, il est mobilisé mais n’est pas envoyé au front.
Pendant l’Occupation de la Grèce par les puissances de l'Axe, il participe au fonctionnement de l’imprimerie clandestine du Front National de Libération (EAM) à Kallithéa, écrivant et corrigeant des articles dans des journaux tels que Eleftheri Ellada (La Grèce Libre) et O Apeleftherotis (Le Libérateur).
En 1947 il revient à Ioannina, mais la même année il est assigné à résidence dans l’île d’Ikaria. En mars 1948, il s’engage dans l’Armée démocratique de la Grèce (voir l’article Guerre civile grecque), publiant des articles et des récits dans ses publications. À l’été 1948, il apprend la condamnation par un tribunal d’exception de son frère Angelos puis son exécution.
Après la défaite de l’Armée démocratique de la Grèce, Dimitris Hatzis est également condamné à mort pour désertion et contraint de s’enfuir à l’étranger. Il se rend d’abord en Roumanie et en Hongrie. À Budapest, il étudie l’histoire et la littérature de Byzance et c’est le byzantinologue Moravcik qui l’aide à obtenir une bourse d’études pour l’Académie des Sciences de Berlin-Est où il va travailler comme chercheur. En 1962 il achève sa thèse à l’Université Humboldt de Berlin, puis retourne à Budapest où il est nommé assistant à la chaire de Littérature Byzantine et fonde l’Institut Néohellénique. Il s’occupe également de l’édition en hongrois d’œuvres de littérature grecque moderne. 
Après les évènements de mai 1968, il souhaite s’installer à Paris, mais retourne à Budapest quand les autorités le poussent à demander l’asile politique. Il refuse toutefois de prendre la nationalité hongroise et reste apatride. Il rentre en Grèce en novembre 1974 après la chute de la dictature des colonels, mais ne peut y rester en raison de sa condamnation. C’est seulement en juin 1975 qu’il est gracié et peut revenir pour de bon dans sa patrie.
L’année scolaire 1975-1976 il est invité à enseigner la culture et la littérature néo-helléniques à l’université de Patras. Mais sa nomination n’est pas ratifiée en raison de sa situation militaire, ce qui déclenche l’interruption des cours et des manifestations étudiantes.
À partir de 1975 il donne de nombreuses conférences et participe à des débats. Il collabore également à la revue « Stigma ».
Marié à l’archéologue Katy Argyrokastritou, il a avec elle une fille, Angelina.
En mars 1981 il tombe malade d’un cancer des bronches et meurt quatre mois plus tard, le 20 juillet, à Saronida, petite localité du dème du Saronique en Attique.

## Œuvre
Dimitris Hatzis s’est fait connaître dans le monde des lettres en 1946 avec son roman « Fotia » (Feu). En 1963 il fait paraître un recueil de nouvelles, « La fin de notre petite ville », publié en Grèce alors que l’auteur était encore en exil. Il a également écrit des essais. Dans son autre roman le plus connu, « Le livre double » (1976), il évoque la condition des travailleurs grecs émigrés en Allemagne.